# 袁联清
袁鎏（1844年—20世纪？），字聯清，以字行称袁聯清，祖籍浙江省慈溪县，生于镇海县，清末民国金融家、实业家、银行家，清末民国上海银行业领袖之一，曾参与创立上海第一个钱业公会。

## 生平
早年在上海从事钱业，即中国现代银行业的雏形。任崇德钱庄、崇余钱庄老板。1889年，参与组建上海北市钱业会馆，任董事。
1902年，参与创建上海商业会议公所，任会员，后历受推举，连任四届议董。他也是沪北商团公会会员，兼任交通银行董事。1905年，任华商体操会会董。1905年11月，当选上海商务总会议董，后连任三届。1908年，与李云书、虞洽卿等合伙创办四明银行，是中国早期现代私人商业银行，任董事，并参与政府发钞。